# Steven Zuber
Steven Zuber, född 17 augusti 1991 i Winterthur, är en schweizisk fotbollsspelare som spelar för Zürich. Han representerar även Schweiz fotbollslandslag.

## Karriär
Den 4 augusti 2020 värvades Zuber av Eintracht Frankfurt, där han skrev på ett treårskontrakt. Övergången var en bytesaffär där Mijat Gaćinović gick i motsatt riktning till 1899 Hoffenheim. Den 30 augusti 2021 lånades Zuber ut till grekiska AEK Aten på ett säsongslån med en köpoption inkluderad. I maj 2022 utnyttjade AEK Aten köpoptionen och värvade Zuber på ett treårskontrakt.
Inför andra halvan av säsongen 2024/2025 återvände Zuber till Schweiz och skrev på ett 1,5-årskontrakt med Zürich.

## Meriter
Grasshopper
- Schweizisk cupvinnare: 2013

 CSKA Moskva
- Rysk mästare: 2014
- Rysk supercupvinnare: 2013, 2014

 AEK Aten
- Grekisk mästare: 2023
- Grekisk cupvinnare: 2023